# Hanae Itō
Hanae Itō (伊藤華英?, Itō Hanae; Saitama, 18 gennaio 1985) è una nuotatrice giapponese.

## Carriera
Ha partecipato ai Giochi di Pechino 2008 e di Londra 2012, ad eventi di dorso e stile libero.